# I vecchi e i giovani
I vecchi e i giovani és una minisèrie de televisió dirigida per Marco Leto i emesa per la RAI per la primavera del 1979 pel segon canal (TV2, després Rai 2). Va ser emès en cinc capítols en horari de màxima audiència el divendres al vespre del 6 d'abril al 4 de maig de 1979 i va ser reproduïda pel canal per satèl·lit Rai Storia el juny de 2011.

## Realització
Rodada amb una tècnica cinematogràfica de 35 mm, amb l'ús de material exterior (per tant, un guió televisiu en el sentit més ampli), la ficció va ser coproduïda per Itàlia i França per Filmalpha i es basava en la novel·la homònima de Luigi Pirandello de 1913, titulada precisament I vecchi e i giovani.
El guió de la reducció televisiva en la versió italiana va ser editat pel mateix Leto i per l'escriptor i dramaturg Renzo Rosso. L'adaptació per a la versió francesa és de Pierre Cholodenko

## Repartiment
Després d'haver arribat a un punt d'inflexió en les produccions de ficció televisiva de la RAI –que començava a consolidar l'ús del color i el rodatge a l'aire lliure–, la minisèrie treballa un gran elenc d'actors de renom internacional, inclòs Gabriele Ferzetti, que va interpretar el paper de Flaminio Salvo, Alain Cuny, en el paper del príncep Ippolito Laurentano, Stephanie Beacham com Nicolette, Bekim Fehmiu, àlies Aurelio Costa i Stefano Satta Flores, en el paper d'Ignazio Capolino.

## Recepció
Fou exhibida a la Quinzena dels Directors del 31è Festival Internacional de Cinema de Canes.